# 梨形鹑螺
梨形鹑螺（学名：Eudolium pyriforme），又名梨形高腰鶉螺，是鹑螺科高腰鶉螺屬的一种體型大、罕見的深水海螺物种，屬於一種海洋腹足纲软体动物。
WoRMS認為本物種是Eudolium crosseanum (Monterosato, 1869)的異名。

## 形態特徵
殼長橢圓形，淺褐色，上有不規則的褐色斑點或紋路。殼表有細螺溝形成的螺肋，兩條較粗的螺肋間有細螺肋，而且螺肋間非常緊密:37。螺柱傾側:37-38，殼口寬，外唇緣略呈波浪狀，滑層薄。體長46 mm，闊31 mm:38。

## 分佈及棲息地
本物種有着廣泛的分佈，包括：澳大利亚、夏威夷、新西兰、日本南部的紀伊半島:37、台灣（台北、基隆、宜蘭縣頭城鎮、屏東縣東港鎮外海及高雄）及南非。常栖息在浅海到深海的砂底。

## 外部連結
- 維基物種上的相關：梨形鹑螺